# Bildungskredit
Der Bildungskredit ist ein von der KfW vergebenes Darlehen für Ausbildung und Studium, das in fortgeschrittenen Ausbildungsphasen den Antragsteller finanziell unterstützt. Grundlage für den Bildungskredit ist die Richtlinie für die Vergabe des Bildungskredits des Bundesministeriums für Bildung und Forschung. Der Bildungskredit wird im Gegensatz zum BAföG unabhängig von eigenen Einkünften und Vermögen sowie unabhängig vom Einkommen der Eltern vergeben. Die Höhe des Bildungskredits beträgt zwischen mindestens 1000 Euro und maximal 7200 Euro, wobei die Auszahlung des Kredits grundsätzlich nicht als Einmalzahlung, sondern wahlweise in bis zu 24 Monatsraten in Höhe von 100 Euro, 200 Euro oder 300 Euro erfolgt. Abweichend davon können bis zu 3600 Euro auf Antrag für Einmalaufwendungen (beispielsweise Laptop, Reisekosten Auslandssemester) in einer Summe ausgezahlt werden.

## Antrag und Förderbedingungen
Die Beantragung des Bildungskredits erfolgt über das Bundesverwaltungsamt (BVA). Voraussetzung für die Antragsgewährung sind unter anderem, dass sich der Antragsteller in der Schlussphase der Ausbildung, zum Beispiel Master-Studium, Hauptstudium bei Diplomstudiengängen oder die letzten 24 Monate einer Lehre befindet.

## Verzinsung und Tilgung
Die Verzinsung erfolgt am Ende eines jeden Quartals. Der Zinssatz richtet sich nach der Höhe des 6-Monats-EURIBOR (Zinssatz EURIBOR + 1 %) und wird jeweils am 1. April und 1. Oktober für sechs Monate festgeschrieben. In den ersten vier Jahren werden die Zinsen gestundet. Ab Tilgungsbeginn ist der Bildungskredit in monatlichen Raten von 120 Euro zurückzuzahlen. Bis Juni 2010 war hingegen abweichend von der aktuellen Regelung eine quartalsweise vorzunehmende Ratenzahlung in Höhe von 360 Euro vorgesehen. Der Kreditnehmer erhält alle sechs Monate einen Kontoauszug, aus dem die aufgelaufenen Zinsen sowie der Tilgungsfortschritt ersichtlich sind.
| Historische Zinssätze | Historische Zinssätze | Historische Zinssätze |
| ab Datum              | nominal               | effektiv              |
| --------------------- | --------------------- | --------------------- |
| 01.04.2005            | 3,25 %                | …                     |
| 01.10.2005            | 3,22 %                | 3,27 %                |
| 01.04.2006            | 4,03 %                | …                     |
| 01.10.2006            | 4,61 %                | …                     |
| 01.04.2007            | 5,10 %                | …                     |
| 01.10.2007            | 5,84 %                | …                     |
| 01.04.2008            | 5,81 %                | 5,96 %                |
| 01.10.2008            | 6,37 %                | 6,55 %                |
| 01.04.2009            | 2,71 %                | 2,74 %                |
| 01.10.2009            | 2,03 %                | 2,05 %                |
| 01.04.2010            | 1,96 %                | 1,99 %                |
| 01.10.2010            | 2,13 %                | 2,15 %                |
| 01.04.2011            | 2,55 %                | 2,57 %                |
| 01.10.2011            | 2,76 %                | 2,78 %                |
| 01.04.2012            | 2,10 %                | 2,12 %                |
| 01.10.2012            | 1,45 %                | 1,44 %                |
| 01.04.2013            | 1,34 %                | 1,33 %                |
| 01.10.2013            | 1,34 %                | 1,33 %                |
| 01.10.2015            | 1,03 %                | 1,03 %                |
| 01.04.2016            | 0,87 %                | 0,87 %                |
| 01.10.2016            | 0,80 %                | 0,80 %                |